# Francesc Guàrdia i Vial

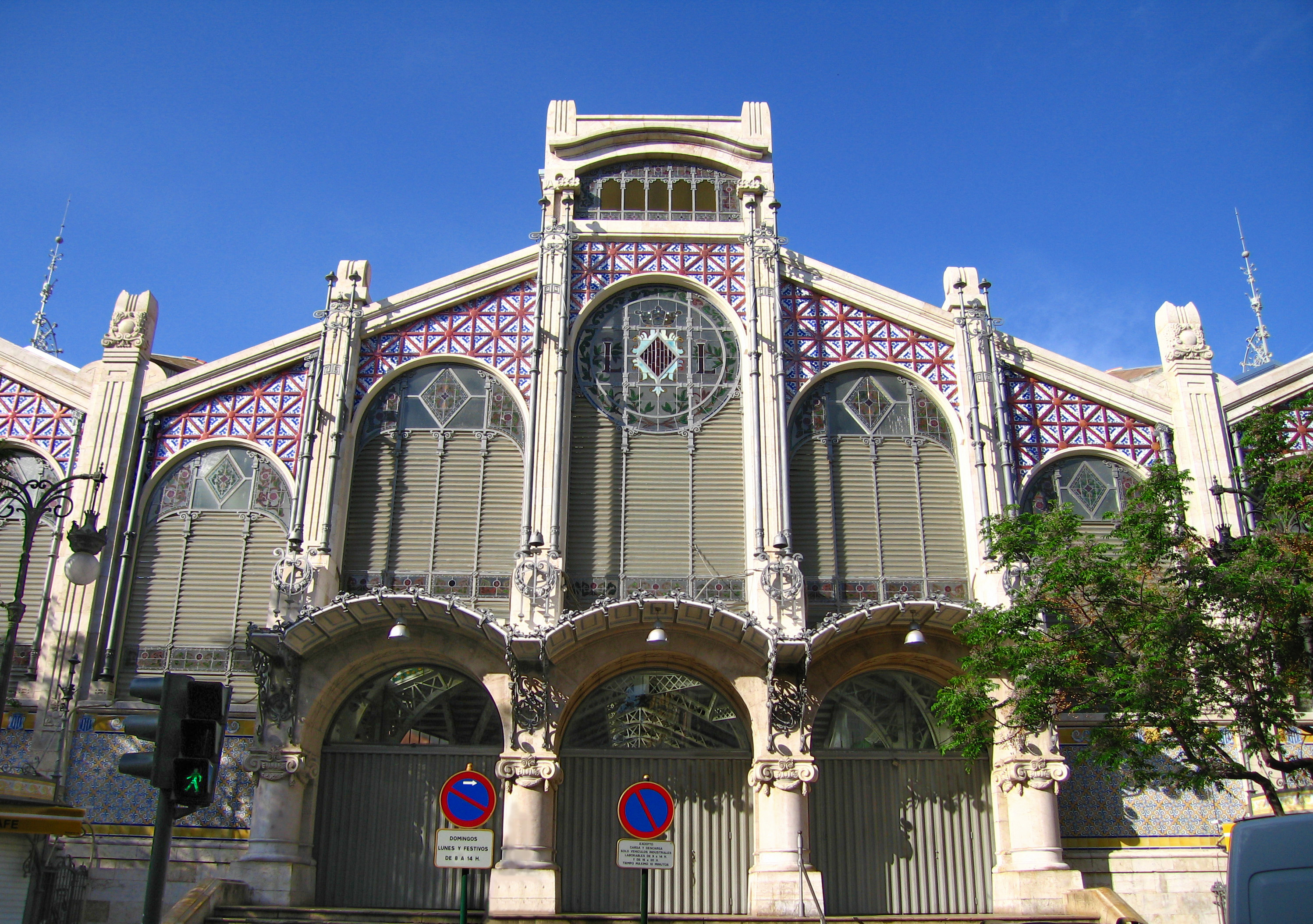
Fachada del Mercado Central de Valencia.

Francisco de P. Guardia y Vial (Barcelona, 1880 – 27 de enero de 1940) fue un arquitecto modernista, yerno y colaborador habitual de Lluís Domènech i Montaner y uno de los responsables de la construcción del Palacio de la Música Catalana (1905-1908) y del Mercado Central de Valencia (1914-1928).
Entre los muchos edificios que construyó en Barcelona destaca, aparte del palacio de la Música Catalana, su intervención en la construcción de la Casa Thomas (1912) de Lluís Domènech i Montaner. Ganó los concursos para las construcciones del Teatro principal de Tarrasa (1909) y para el Mercado Central de Valencia (1914) con Alexandre Soler i March.
En la última etapa de su vida fue presidente de la Asociación de Arquitectos de Cataluña y decano del colegio Oficial de Arquitectos de Cataluña y de las Islas Baleares.
Contrajo matrimonio con Dolores Domènech Roura.